# 6287 Lenham
6287 Lenham (1984 AR) là một tiểu hành tinh vành đai chính được phát hiện ngày 8 tháng 1 năm 1984 bởi E. Bowell ở Flagstaff.